# Ålems landskommun
Ålems landskommun var en tidigare kommun i Kalmar län.

## Administrativ historik
Den 1 januari 1863 började kommunalförordningarna gälla och då inrättades cirka 2 500 kommuner (städer, köpingar och landskommuner), tillsammans täckande hela landets yta.
I Ålems socken i Stranda härad i Småland inrättades då denna landskommun. Inom kommunen fanns fram till och med 1953 en så kallad municipalköping med namnet Pataholm.
Ålem påverkades inte av den landsomfattande kommunreformen 1952, men kom från år 1974 att ingå i Mönsterås kommun.
Kommunkoden 1952-1970 var 0824.

### Kyrklig tillhörighet
I kyrkligt hänseende tillhörde kommunen Ålems församling.

## Geografi
Ålems landskommun omfattade den 1 januari 1952 en areal av 177,29 km², varav 176,55 km² land.

### Tätorter i kommunen 1960
| Tätort        | Folkmängd |
| ------------- | --------- |
| Blomstermåla  | 1 323     |
| Timmernabben  | 636       |
| Ålems station | 521       |
| Ålems kyrkby  | 295       |
| Sandbäckshult | 279       |

Tätortsgraden i kommunen var den 1 november 1960 61,9 procent.

## Politik

### Mandatfördelning i valen 1938-1970
|  | 15 | 6 | 8 |

| 29 |

| 2 | 12 | 6 | 5 |

| 24 |

| 3 | 14 | 6 | 7 |

| 29 |

|  | 15 | 6 | 3 | 5 |

| 29 |

|  | 15 | 5 | 3 | 6 |

| 28 |

| 2 | 15 | 5 | 2 | 6 |

| 27 |

|  | 16 | 5 | 3 | 5 |

| 28 |

| 3 | 13 | 6 | 3 | 5 |

| 27 |

| 2 | 15 | 7 | 2 |  | 4 |

| 26 | 5 |